# Atletismo en los Juegos del Pacífico
El Atletismo en los Juegos del Pacífico es uno de los eventos fundadores de la competición, la cual se realiza desde 1963 y también forma parte de los Mini-Juegos del Pacífico desde 1981.
Desde la edición de 2011 los Juegos del Pacífico incluyeron 4 eventos de clase paralímpica.

## Ediciones
| Edición | Año  | Sede         | País                 | Eventos   | Eventos  | Eventos |
| Edición | Año  | Sede         | País                 | Masculino | Femenino | Total   |
| ------- | ---- | ------------ | -------------------- | --------- | -------- | ------- |
| I       | 1963 | Suva         | Fiyi                 | 19        | 10       | 29      |
| II      | 1966 | Nouméa       | Nueva Caledonia      | 20        | 11       | 31      |
| III     | 1969 | Port Moresby | Papúa Nueva Guinea   | 22        | 12       | 34      |
| IV      | 1971 | Pirae        | / Polinesia Francesa | 22        | 13       | 35      |
| V       | 1975 | Tumon        | Guam                 | 22        | 13       | 35      |
| VI      | 1979 | Suva         | Fiyi                 | 22        | 15       | 37      |
| VII     | 1983 | Apia         | Samoa                | 22        | 16       | 38      |
| VIII    | 1987 | Nouméa       | Nueva Caledonia      | 22        | 16       | 38      |
| IX      | 1991 | Port Moresby | Papúa Nueva Guinea   | 23        | 18       | 41      |
| X       | 1995 | Pirae        | / Polinesia Francesa | 23        | 19       | 42      |
| XI      | 1999 | Santa Rita   | Guam                 | 23        | 22       | 45      |
| XII     | 2003 | Suva         | Fiyi                 | 23        | 21       | 44      |
| XIII    | 2007 | Apia         | Samoa                | 23        | 22       | 45      |
| XIV     | 2011 | Nouméa       | Nueva Caledonia      | 25        | 23       | 48      |
| XV      | 2015 | Port Moresby | Papúa Nueva Guinea   | 25        | 23       | 48      |
| XVI     | 2019 | Nukuʻalofa   | Tonga                |           |          |         |